# AKIRIN2
AKIRIN2‏ (Akirin 2) هوَ بروتين يُشَفر بواسطة جين AKIRIN2 في الإنسان.